# La Baronía

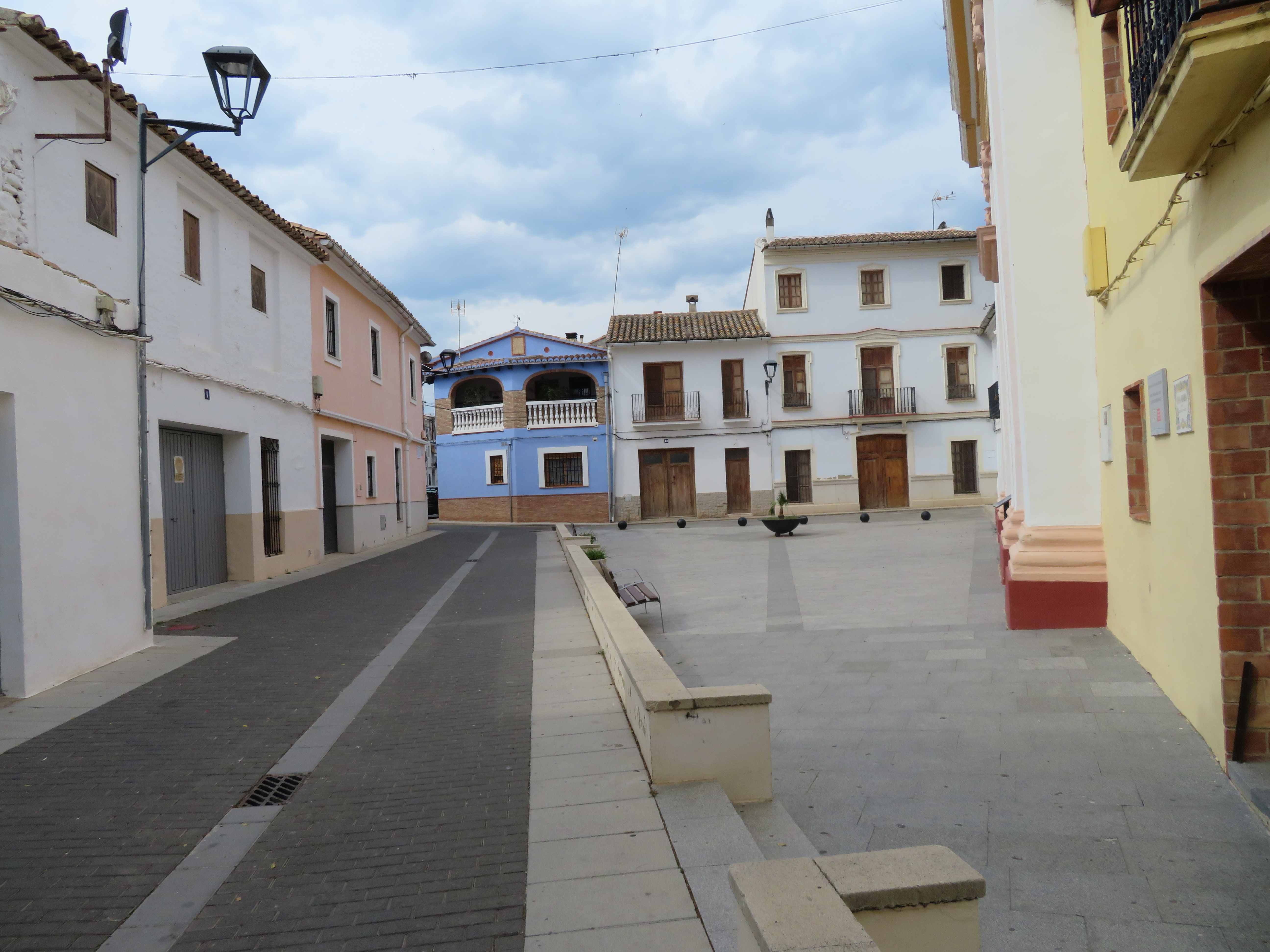
Alfara de La Baronía.

La Baronía es una subcomarca del Campo de Morvedre compuesta por las siguientes poblaciones. Petrés, Gilet, Albalat dels Tarongers, Segart, Estivella, Torres Torres, Quart de les Valls Algimia de Alfara, Alfara de la Baronía y Algar de Palancia.

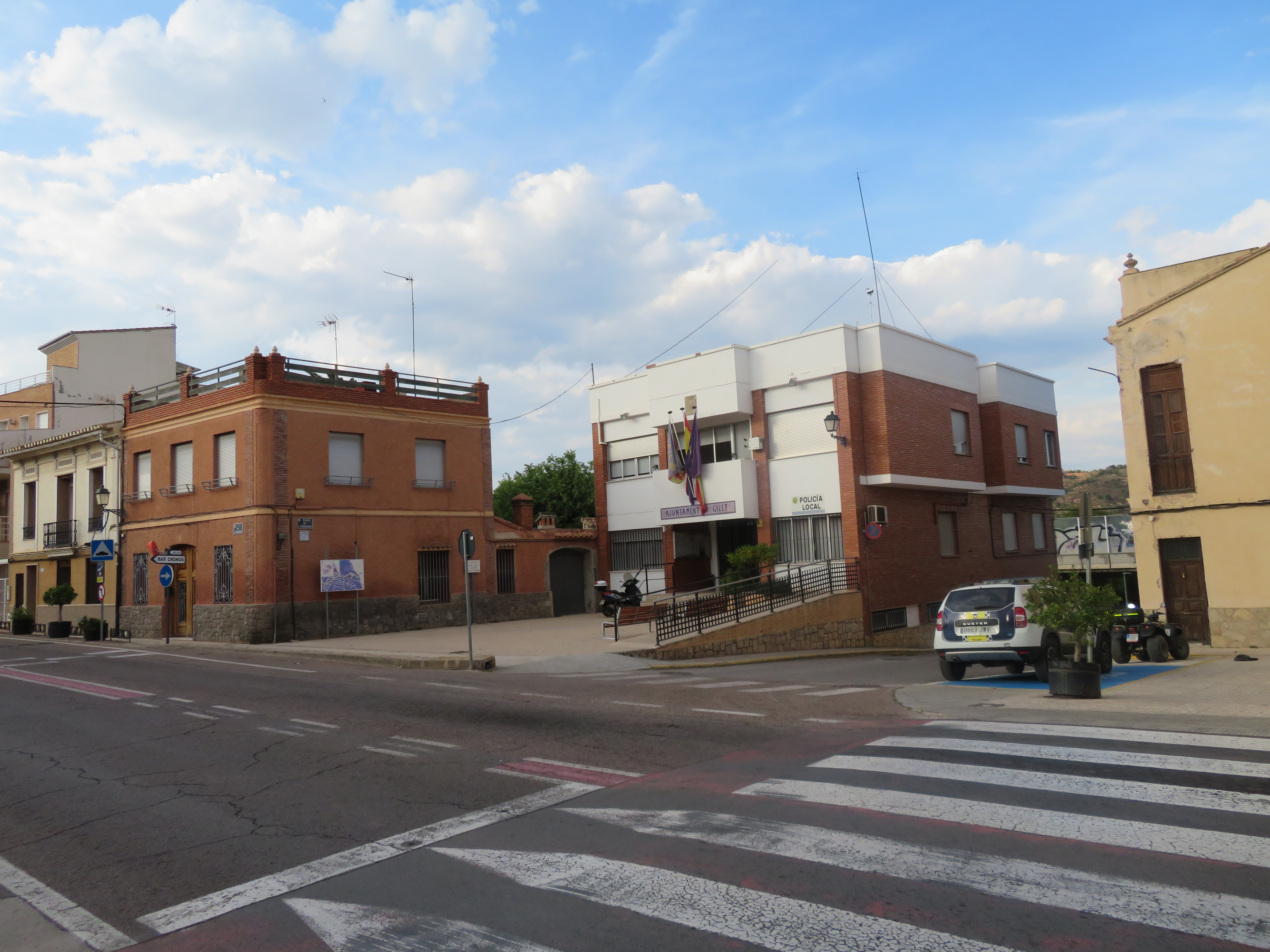
Gilet.

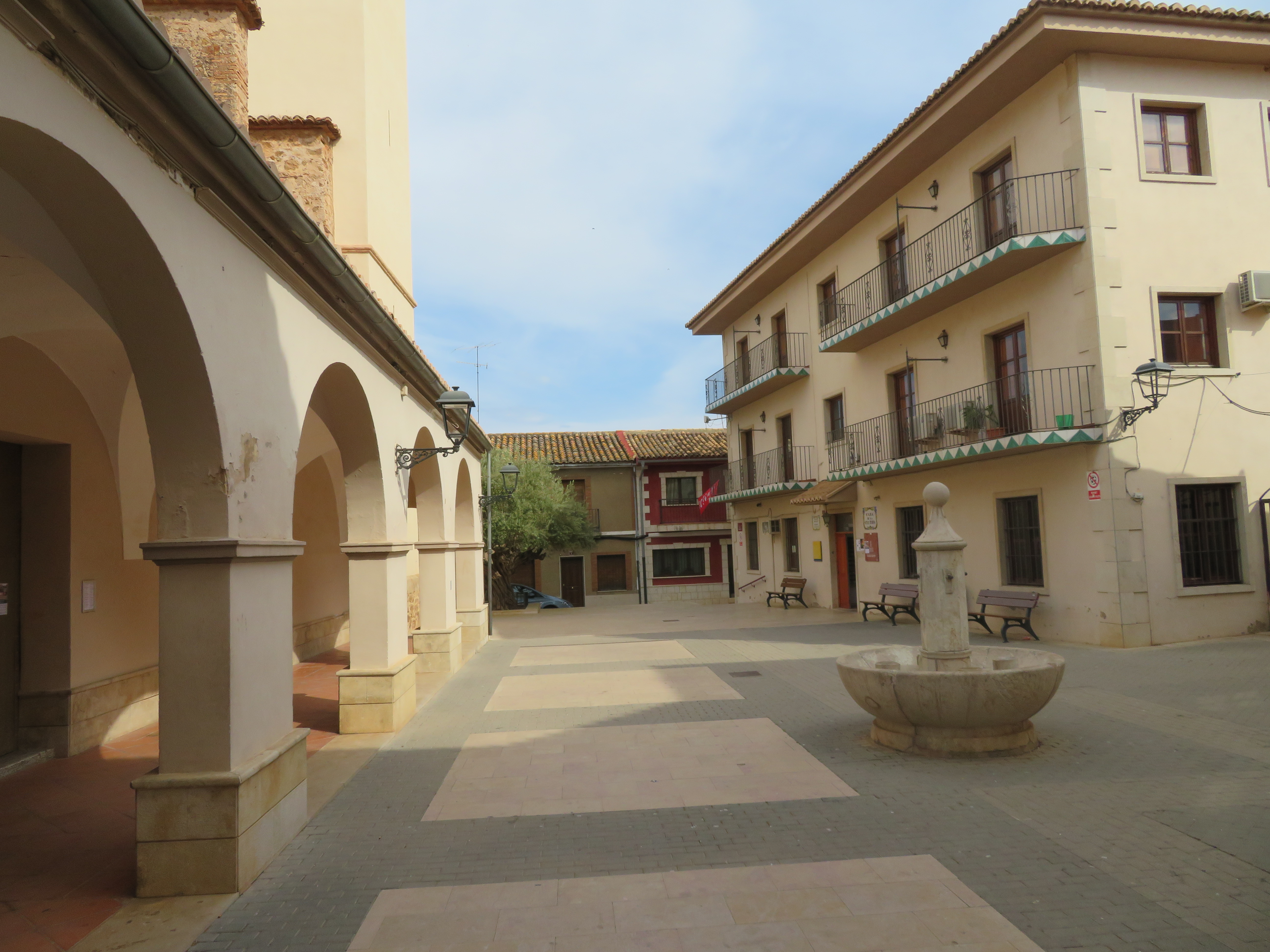
Algimia de Alfara.

## Mancomunidad de Municipios La Baronía
Actualmente existe una Mancomunidad de Municipios La Baronía (en valenciano y oficialmente Mancomunitat de Municipis de La Baronia) y la forman Albalat de Tarongers, Alfara de la Baronía, Algimia de Alfara, Algar de Palància, Estivella, Gilet, Petrés, Torres Torres y Segart. La capital de la mancomunidad corresponde al alcalde-presidente de turno del equipo de gobierno. En la actualidad la presidencia (2024) corresponde a Gilet. La superficie de la citada mancomunidad es de 108,20 km² y da servicio de limpieza viaria, recogida de basuras y servicios sociales a una población de 5.369 vecinos.

## División interna
La Baronia se distingue geográficamente en tres áreas diferenciadas compuestas por los siguientes municipios:
Baronía Alta
- Algar de Palancia
- Alfara de la Baronía
- Algimia de Alfara
- Torres Torres

Baronía Media
- Estivella
- Albalat de Taronchers
- Segart

Baronía Baja
- Gilet
- Petrés